# Димитрий (патриарх Сербский)
Патриарх Димитрий (серб. Патријарх Димитрије, в миру Димитрие Павлович, серб. Димитрије Павловић; 16 (28) октября 1846 — 6 апреля 1930) — епископ Сербской Православной Церкви; с 12 ноября 1920 года — Архиепископ Печский, Митрополит Белградский-Карловачский, Патриарх Сербский (Печский с 1924 года).

## Биография
Обучался в Пожареваце, затем в Великом Селе и в Белграде. Получил богословское образование в Белграде в 1868 году, после чего некоторое время работал в качестве преподавателя. Рукоположён в сан диакона, а затем и пресвитера в 1870 году. Профессор Белградской семинарии с 1882 года.
8 ноября 1884 года хиротонисан во епископа Нишского. Возглавлял эту кафедру до 1889 года, после чего был направлен во Францию, где продолжил своё образование.
После смерти митрополита Михаила возвратился в Сербию, где стал епископом Шабачко-Вальевским 12 ноября 1898 года. После смерти в 1905 году митрополита Сербского Иннокентия был избран новым митрополитом Сербии. Его полный титул был «архиепископ Белградский и митрополит Сербии».
Во время Первой мировой войны находился сперва в Албании, а затем на Корфу, невзирая на желание властей Сербии, чтобы он остался в Сербии (оставшиеся в Сербии архиереи были интернированы оккупационной администрацией, ввиду чего во время войны в стране не было ни одного епископа).
После окончания войны все сербские православные епархии вновь оказались в одном государстве. В мае 1919 года сербские епископы на Соборе в Белграде провозгласили своё полное духовное и административное единство, в итоге появилась возможность возобновления Сербского патриаршества, ликвидированного турками в 1766 году. Сербская церковь и король Пётр I обратились к Вселенскому патриарху о повторном даровании автокефалии, что и было разрешено в соответствующем томосе.
30 октября (12 ноября) 1920 года Архиерейским собором в Сремских Карловцах избран патриархом Сербии (отдельный Карловацкий патриархат упразднялся). Интронизация совершена 31 октября 1920 года.

## Деятельность в качестве Патриарха
Димитрий создал православную епархию в Чехословакии и 25 сентября 1921 года хиротонисал Горазда (Павлика) в епископы Чешско-Моравские. Основал также сербскую Американо-Канадскую епархию и восстановил старые епархии в Бихаче и Браничево.
В 1921 году Димитрий пригласил в Сербию Высшее русское церковное управление и предоставил митрополиту Антонию резиденцию в Сремских Карловцах (бывший дворец Карловацких патриархов). 3 марта (16 марта) 1922 года патриарх Тихон поблагодарил патриарха Димитрия за то, что он предоставил убежище русским архиереям. 8—20 ноября (по старому стилю) 1921 года при помощи Сербской церкви в Сремских Карловцах состоялось Всезаграничное русское церковное собрание, впоследствии переименованное в Собор (в литературе именуется Первым Всезарубежным церковным собором), на котором была организована Русская православная церковь заграницей.
8 июня 1922 года в соборной церкви Белграда Патриарх венчал короля Александра I и королеву Марию
Патриарх Димитрий одобрил основные принципы и поддержал работу «Христианского национального союза», ставившего своей целью духовное возрождение сербского народа. В 1927 году (к 500-летию со дня смерти Стефана Лазаревича) предпринял попытку канонизации сербского деспота, однако эта инициатива не была поддержана архиерейским собором.
Патриарх занимался и подготовкой богослужебной литературы — при его участии был подготовлен и издан Хилендарский типикон Святого Саввы.
Дмитрий скончался 6 апреля 1930 года в Белграде и был похоронен в монастыре Раковица.